# Aristida contorta
Aristida contorta är en gräsart som beskrevs av Ferdinand von Mueller. Aristida contorta ingår i släktet Aristida och familjen gräs. Inga underarter finns listade i Catalogue of Life.

## Bildgalleri

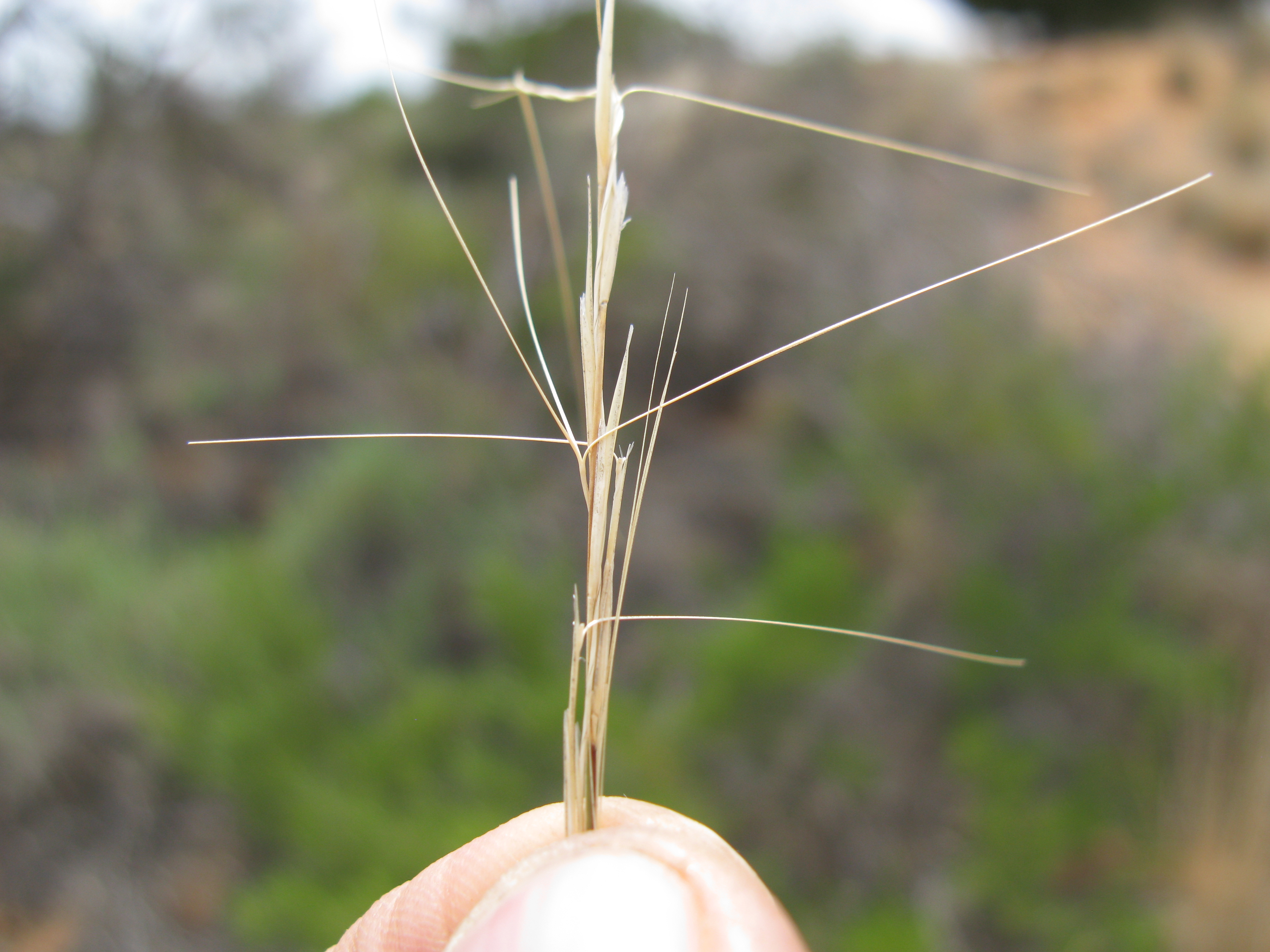